# Rasterung

Bei der Rasterung einer Vektorgrafik, in diesem Beispiel im SVG-Format, müssen die Pixel-Farbwerte der resultierenden Rastergrafik ermittelt werden.

In der 2D-Computergrafik bezeichnet Rasterung (von „Raster“: auf der Fläche verteilte regelmäßige Muster), auch Rendern oder Scankonvertierung genannt, die Umwandlung einer Vektor- in eine Rastergrafik.

## Verfahren

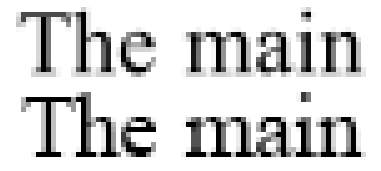
Die Ergebnisse von zwei PDF-Renderern, die Vektorschrift in Pixelgrafik umsetzen.
Oben: Sumatra PDF,
unten: Adobe Reader.

Es gibt eine Vielzahl von Algorithmen zur Rasterung von grafischen Primitiven, wie Linien, Polygonen, Kreisen und anderen geometrischen Formen, siehe dazu:
- Rasterung von Linien
- Rasterung von Polygonen
- Rasterung von Kreisen

Ein bekanntes Problem der Rasterung ist der Treppeneffekt. Steht für die zu erzeugende Rastergrafik eine Farbtiefe von mehr als 1 Bit pro Pixel zur Verfügung, so kann dieser Effekt mittels Kantenglättung (Antialiasing) vermindert werden. Dazu gibt es mehrere Methoden, die teils ungewichtet arbeiten, teils einen speziellen Rekonstruktionsfilter verwenden. Bei der Rasterung von Text treten spezielle Probleme auf, die mittels Hinting vermieden werden können.

## Rasterung dicker Primitiven
Bei der Rasterung von grafischen Primitiven mit einer bestimmten Dicke gibt es, sofern sie nicht bereits vom verwendeten Antialiasing-Algorithmus unterstützt wird, mehrere Möglichkeiten. Bei Polygonen müssen hierbei auch die Verbindungsstellen zwischen den einzelnen Liniensegmenten beachtet werden, siehe hierzu Rasterung von Polygonen.
PixelwiederholungEine Methode ist, bei der Rasterung anstatt eines mehrere Pixel vertikal bzw. horizontal zu zeichnen. Ein Problem ist, dass Kurvenenden bei dicken Kurven „abgeschnitten“ wirken. Daneben kann es an den Stellen, an denen von horizontaler zu vertikaler Wiederholung oder umgekehrt gewechselt wird, zu merklichen Lücken kommen. Außerdem weisen derartig gerasterte Kurven, ähnlich wie dünne Linien, eine unterschiedliche Dicke in Abhängigkeit von der lokalen Steigung auf.
PinselHierbei wird eine bestimmte Rastergrafik als „Pinsel“, im einfachsten Fall ein Quadrat mit gewünschter Kantenlänge, entlang der Kurve bewegt. Auch hier variiert die Dicke in Abhängigkeit von der Steigung, im Gegensatz zur Pixelwiederholung ist die Linie jedoch bei Diagonalschritten am dicksten. Dieses Problem lässt sich dadurch umgehen, dass das Quadrat gemäß der lokalen Steigung der Kurve gedreht wird, einfacher ist es jedoch, einen Kreis als Pinsel zu verwenden. Ein Nachteil der Methode ist, dass man bei der Rasterung auf sehr viele bereits in den vorhergehenden Schritten eingefärbte Pixel stößt. Dieser Effekt ist umso größer, je dicker die Kurve ist. Um das Problem der variierenden Kurvendicke zu lösen, können polygonförmige Pinsel verwendet werden.
Füllen zwischen RändernEine andere Methode zur Rasterung einer dicken Kurve besteht darin, ihre beiden Ränder in einigem Abstand voneinander zu zeichnen und den dazwischen liegenden Bereich auszufüllen. Ein Nachteil ist, dass bei der zweifarbigen Rasterung die Kurve wegen Rundungsfehlern möglicherweise etwas verschoben erscheint. Bei Ellipsen muss beachtet werden, dass die Rasterung durch das Zeichnen zweier konfokaler Ellipsen mit unterschiedlich langen Halbachsen geometrisch nicht korrekt ist.
LiniensegmenteSchließlich gibt es die Möglichkeit, dicke Kurven durch eine Aneinanderreihung kurzer Liniensegmente zu zeichnen. Dabei müssen die gleichen Besonderheiten wie bei der Rasterung von Polygonen beachtet werden, damit die Liniensegmente korrekt miteinander verbunden werden.

## Löschung von Primitiven
Bereits gezeichnete Figuren können selektiv gelöscht werden, indem sie nochmals mit der Hintergrundfarbe gezeichnet werden. Das funktioniert jedoch nicht, wenn sie andere Figuren überschneiden, da hierbei auch unerwünschte Bildteile gelöscht werden können. Eine effiziente Möglichkeit, dies zu vermeiden, sind Minimax- oder Boxing-Tests. Hierbei wird zunächst geprüft, ob sich in dem von der zu löschenden Figur aufgespannten Rechteck andere Figuren befinden. Nur wenn dies der Fall ist, muss auf Schnittpunkte getestet und gegebenenfalls der gesamte Bereich neu gezeichnet werden.

## 3D-Rasterung
Raytracing und Rasterung sind zwei grundlegend unterschiedliche Ansätze zum Rendern von Bildern von 3D-Szenen, obwohl sie für Primärstrahlen dieselben Ergebnisse berechnen. Durch die Rasterung wird jedes Dreieck auf die Bildebene projiziert und alle abgedeckten Pixel in 2D aufgelistet. Die Strahlverfolgung wird dabei in 3D ausgeführt, indem Strahlen durch jedes Pixel erzeugt und dann der nächstgelegene Schnittpunkt mit einem Dreieck gefunden wird.
Man kann die Anwendung einer Modell- oder Ansichtstransformation vermeiden, indem man stattdessen den Sampler-Generator transformiert. Während beim Raytracing normalerweise Gleitkommazahlen mit ihren numerischen Problemen verwendet werden, kann 3D-Rasterung mit denselben Konsistenzregeln wie die 2D-Rasterung implementiert werden. Bei der 3D-Rasterung bestehen die einzigen verbleibenden Unterschiede zwischen den beiden Ansätzen in der Szenenüberquerung und der Aufzählung potenziell abgedeckter Samples auf der Bildebene (siehe Binning).

### Berechnungen

Bild 2: Der Normalenvektor ist orthogonal zum Dreieck.

Bild 1: Projektionszentrum als Koordinatenursprung des dreidimensionalen kartesischen Koordinatensystems mit dem Pixel, das in der Bildebene liegt, und dem Dreieck.

Bild 3: Das Pixel muss in bestimmten durch die Dreiecke, und definierten Halbräumen liegen.

Bild 4: Lage des Schnittpunkts im Dreieck.

Um herauszufinden, ob ein Pixel der Bildebene von einem Dreieck bedeckt wird, reicht es, zu prüfen, ob der Projektionsstrahl (siehe Zentralprojektion), der durch das Pixel verläuft, das Dreieck schneidet.
Nimmt man an, dass das Projektionszentrum {\displaystyle {\vec {e}}} der Koordinatenursprung des dreidimensionalen kartesischen Koordinatensystems ist, und bezeichnet die Ecken des projizierten Dreiecks mit {\displaystyle {\vec {p_{0}}}}, {\displaystyle {\vec {p_{1}}}}, {\displaystyle {\vec {p_{2}}}} (Bild 1), dann ergibt sich folgende Bedingungen dafür, dass das Pixel {\displaystyle {\vec {d}}} im projizierten Dreieck liegt (Bild 3):
- Die Ebene, die durch das Dreieck {\displaystyle ({\vec {e}},{\vec {p_{1}}},{\vec {p_{0}}})} verläuft, teilt den dreidimensionalen Raum in zwei Halbräume. Das Pixel der Bildebene muss in dem Halbraum liegen, in dem sich der Punkt {\displaystyle {\vec {p_{2}}}} befindet. Außerdem muss das Pixel
- in dem durch das Dreieck {\displaystyle ({\vec {e}},{\vec {p_{2}}},{\vec {p_{1}}})} definierten Halbraum liegen, in dem sich der Punkt {\displaystyle {\vec {p_{0}}}} befindet und
- in dem durch das Dreieck {\displaystyle ({\vec {e}},{\vec {p_{0}}},{\vec {p_{2}}})} definierten Halbraum liegen, in dem sich der Punkt {\displaystyle {\vec {p_{1}}}} befindet.

Um zu prüfen, ob sich ein Punkt {\displaystyle {\vec {p}}} in einem durch die Punkte {\displaystyle {\vec {a}}}, {\displaystyle {\vec {b}}} und {\displaystyle {\vec {c}}} definierten Halbraum befindet, kann man folgende Funktion verwenden:
{\displaystyle V({\vec {p}}):={\vec {n}}\cdot {\vec {p}}=(({\vec {b}}-{\vec {a}})\times ({\vec {c}}-{\vec {b}}))\cdot {\vec {p}}}
wobei {\displaystyle {\vec {n}}\cdot {\vec {p}}} das Skalarprodukt der Vektoren {\displaystyle {\vec {n}}} und {\displaystyle {\vec {p}}} ist. Der Normalenvektor {\displaystyle {\vec {n}}} ist durch das Kreuzprodukt
{\displaystyle {\vec {n}}:=({\vec {b}}-{\vec {a}})\times ({\vec {c}}-{\vec {b}})}
definiert und ist orthogonal zum Dreieck {\displaystyle ({\vec {a}},{\vec {b}},{\vec {c}})}. Diese Funktion berechnet das Volumen des Tetraders mit den Ecken {\displaystyle {\vec {a}}}, {\displaystyle {\vec {b}}}, {\displaystyle {\vec {c}}}, {\displaystyle {\vec {p}}}. Wenn der Punkt {\displaystyle {\vec {p}}} oberhalb des Dreiecks {\displaystyle ({\vec {a}},{\vec {b}},{\vec {c}})} liegt, ist das Vorzeichen positiv, wenn {\displaystyle {\vec {p}}} unterhalb liegt, ist das Vorzeichen negativ. Wenn {\displaystyle {\vec {p}}} in der Ebene des Dreiecks {\displaystyle ({\vec {a}},{\vec {b}},{\vec {c}})} liegt, ist das Volumen gleich 0.
Mit den Funktionen
{\displaystyle V_{0}({\vec {d}}):=({\vec {p_{2}}}-{\vec {e}})\times ({\vec {p_{1}}}-{\vec {p_{2}}})}
{\displaystyle V_{1}({\vec {d}}):=({\vec {p_{0}}}-{\vec {e}})\times ({\vec {p_{2}}}-{\vec {p_{0}}})}
{\displaystyle V_{2}({\vec {d}}):=({\vec {p_{1}}}-{\vec {e}})\times ({\vec {p_{0}}}-{\vec {p_{1}}})}
kann folgende Aussage formuliert werden:
- Das Pixel {\displaystyle {\vec {d}}} liegt genau dann im projizierten Dreieck, wenn {\displaystyle V_{0}({\vec {d}})>0} und {\displaystyle V_{1}({\vec {d}})>0} und {\displaystyle V_{2}({\vec {d}})>0} ist.

Der Schnittpunkt {\displaystyle {\vec {e}}+t\cdot {\vec {d}}} des Pixels {\displaystyle {\vec {d}}} mit dem ursprünglichen Dreieck {\displaystyle ({\vec {p_{0}}},{\vec {p_{1}}},{\vec {p_{2}}})} kann auch mit baryzentrischen Koordinaten der Punkte {\displaystyle {\vec {p_{0}}}}, {\displaystyle {\vec {p_{1}}}}, {\displaystyle {\vec {p_{2}}}} ausgedrückt werden (Bild 4). Dann gilt:
{\displaystyle {\vec {e}}+t\cdot {\vec {d}}=t\cdot {\vec {d}}=\lambda _{0}\cdot {\vec {p_{0}}}+\lambda _{1}\cdot {\vec {p_{1}}}+\lambda _{2}\cdot {\vec {p_{2}}}} mit {\displaystyle \lambda _{i}={\frac {V_{i}({\vec {d}})}{V_{0}({\vec {d}})+V_{1}({\vec {d}})+V_{2}({\vec {d}})}}}
wobei {\displaystyle t} und die {\displaystyle \lambda _{i}} reelle Zahlen sind. Die baryzentrischen Koordinaten werden mit {\displaystyle {\vec {e}}+t\cdot {\vec {d}}=(\lambda _{0}:\lambda _{1}:\lambda _{2})} bezeichnet.

### Algorithmen
Sobald ein Dreieck zum Rendern ausgewählt wurde, müssen die Strahlen, die es abdeckt, effizient identifiziert werden. Bei der herkömmlichen Strahlverfolgung werden nur Dreiecke, die wahrscheinlich geschnitten werden, durch die Durchquerung aufgelistet. Bei größeren Bildausschnitten kann ein Dreieck jedoch nur einen kleinen Teil der Pixel bedecken, und es kann vorteilhaft sein, Binning zu verwenden, um das Auffinden der bedeckten Pixel zu beschleunigen. Aus dem gleichen Grund wurde bei der Rasterung immer das Binning verwendet, um die abgedeckten Pixel schnell auf dem Bildschirm zu lokalisieren.
Eine generische Formulierung von kombiniertem Durchlaufen und Binning zeigt folgende rekursive Funktion, die in Pseudocode dargestellt ist:
```
funktion durchlaufen
(bildausschnitt F, knoten N)
    
falls
 
istVerdeckt
 
oder
 
istAuszerhalb
 
dann
 
stop

    
falls
 
bildausschnittTeilen
 
dann

        teile F in teilausschnitte F[i]
        
für jeden
 teilausschnitt F[i]
            
durchlaufen
(F[i], N)
    
ende

    
sonst
 
falls
 
pixelErzeugen
 
dann
 
rastern
(N, 
binning
)
        
sonst

            
für jeden
 nachfolger_von_N
                
durchlaufen
(F, nachfolger_von_N)
    
ende

ende

                
durchlaufen
(F, nachfolger_von_N)
```

Hier ist F ein Bildausschnitt und N ist ein Knoten der räumlichen Indexstruktur, der typischerweise mit dem gesamten Ansichtsfenster bzw. dem Wurzelknoten beginnt. Die kursiven Wörter istVerdeckt, istAuszerhalb, bildausschnittTeilen, pixelErzeugen, istAuszerhalb und binning bezeichnen Testfunktionen, die das Verhalten des Algorithmus steuern und es uns ermöglichen, die oben genannten Rendering-Algorithmen zu produzieren und neue Wege zu erkunden.